# 33875 Laurencooney
33875 Laurencooney è un asteroide della fascia principale. Scoperto nel 2000, presenta un'orbita caratterizzata da un semiasse maggiore pari a 2,2677874 au e da un'eccentricità di 0,1203953, inclinata di 7,20091° rispetto all'eclittica.